# Курілов Олексій Миколайович
Олексій Миколайович Курілов (нар. 24 квітня 1988, Керч) — український футболіст, захисник. Колишній гравець молодіжної збірної України.

## Біографія

### Клубна
Вихованець керченського футболу. Першим футбольним тренером був Павло Петрович Павленко. Свій шлях у футболі почав в 9 років. До цього особливої уваги цьому виду спорту не приділяв. Коли з'явився шанс, поїхав на перегляд в донецький «Шахтар». Тоді йому було 13 років. У змаганнях під егідою ДЮФЛУ провів 67 матчів, забив 10 м'ячів.
Погравши за донецький клуб 5 років, отримав серйозну травму, довелося робити операцію. Якраз тоді прийшли нідерландські фахівці, а він пропустив 8 місяців і лише почав тренуватися. Тоді з трьох команд (дубль, «Шахтар-2» та «Шахтар-3») робили дві команди, і 25 осіб були виставлені на трансфер. Його викликав голландець, пояснив ситуацію, сказав, що Курилов стає вільним агентом і може піти з клубу.
Відразу з Донецька поїхав на перегляд в московське «Динамо», але там виникли складнощі у фінансових питаннях з агентом. Потім поїхав в «Сатурн», але там знову отримав травму і повернувся додому. Потім отримав пропозицію від харківського «Металіста» приїхати на перегляд. У жовтні 2006 року перейшов в «Металіст» (Харків). У чемпіонаті України дебютував 11 листопада 2007 року в матчі «Нафтовик-Укрнафта» — «Металіст» (0:2).

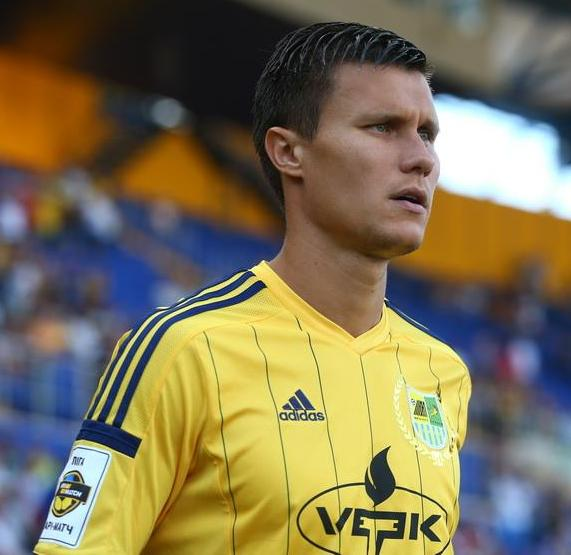
Олексій Курілов під час виступів за «Металіст». 2015 рік.

В період зимового міжсезоння 2009 року на правах оренди перейшов у луганську «Зорю», за клуб у чемпіонаті України дебютував 28 лютого 2009 року в матчі проти запорізького «Металурга» (1:2). Після цього також на правах оренди грав за «Волинь» та «Таврію».
На початку 2011 року перейшов також на правах оренди в полтавську «Ворсклу». По завершенню сезону полтавський клуб викупив футболіста. У червні 2012 року вирушив на перший літній збір разом донецьким «Шахтарем» у Австрию, проте домовитись про трансфер клуби так і не змогли.
Влітку 2014 року перейшов стан клубу «Металурга» (Запоріжжя), підписавши контракт на 1 рік.
Влітку 2015 року, разом з сімома іншими гравцями, покинув «Металург» на правах вільного агента і незабаром став гравцем харківського «Металіста».
У березні 2016 року став гравцем карагандинського «Шахтаря», але залишив клуб у червні того ж року за обопільною згодою сторін за сімейними обставинами.
У липні 2016 року підписав контракт із російським «Факелом» (Воронеж), де провів два сезони у другому дивізіоні, зігравши лише 17 ігор у чемпіонаті. Після цього у серпні 2018 року відправився до тимчасово окупованого Криму, де став гравцем місцевого клубу «Кизилташ».
У лютому 2019 року підписав контракт з білоруським клубом «Слуцьк», але вже у липні за згодою сторін покинув клуб, а у вересні повернувся в «Кизилташ». Згодом у сезоні 2020/21 виступав у чемпіонаті окупованого Криму за інші місцеві команди «Гвардієць» та «Океан» (Керч).

### Збірна
Був включений до заявки української «молодіжки» для участі у фінальному турнірі молодіжного чемпіонату Європи 2011 року, однак в рамках цього змагання жодного разу на поле не виходив.